# Limonia japonica
Limonia japonica är en tvåvingeart som först beskrevs av Alexander 1913.  Limonia japonica ingår i släktet Limonia och familjen småharkrankar. Inga underarter finns listade i Catalogue of Life.